# ロックマンゼクス アドベント
『ロックマンゼクス アドベント』（ROCKMAN ZX ADVENT）は、2007年7月12日に発売されたニンテンドーDS専用のアクションゲームである。

## 概要
ロックマンゼクスシリーズの第2作で、ロックマンシリーズ20周年記念作品。前作に引き続きダブルプレイヤーシステムがあるが、2つのシステムの差が激しくなっている。選ばれなかった方の主人公は前作と同様に登場しない。
ボスから入手できるものは、Aトランスコアというもので、それが発動すると主人公の肉体をそれを所持していたボスに変形させる。頭身だけではなく基本アクションまでもが変わってしまうため、場所によっては有利になったり不利になったりする。とはいえ、前作と違い属性だけでなく攻撃技・移動技・ボスの体までも入手できるという斬新なシステムである。なお、Aトランスコアによる変身システムは『ロックマンX7』からきている。
また、頭身を変えずに形態・属性だけを変化させる前作のライブメタルシステムも、データコピーによるトランスオンという形で登場する。今作はフォルスロイドに加え、ライブメタルを持つ新たな4人の適合者が存在する。
Aトランスコアを持つフォルスロイドと、ライブメタルを守る4人のロックマンがボス。個性的な能力と独特の操作が求められるAトランスコアと、軽快なアクションで突き進めるライブメタルを使い分けてゲームを進めていく。

## ストーリー
前作『ロックマンゼクス』から4年8ヶ月後の物語。
科学技術が発達した未来。この世界に存在する人間と、人間が作った機械生命体「レプリロイド」は、長きにわたる戦争を終えて共存の道を歩み始めていた。戦後、「三賢人」を頂点として世界を統率すべく設立された連合政府「レギオンズ」は、人間には機械の体を、「レプリロイド」には人間と同じ価値ある寿命を与える法律を定め、平等かつ平和な世界が到来した。
それから数百年、世界中に残された遺跡は、野生化した機械生命体「イレギュラー」が出没する危険な場所となっていた。同時に遺跡は、戦争によって失われた数々の貴重な技術「ロストテクノロジー」が埋もれている宝の山でもあった。一攫千金を狙い、遺跡に殺到するハンターたち。
しかし彼らは遺跡に埋まっている「宝の山」が、かつて「戦争の道具」であったということを忘れかけていた。

## 登場キャラクター

### メインキャラクター

#### 主人公
グレイ（Grey）
声 - 平田宏美
本作の男性主人公。14歳。レプリロイド。謎の研究所でコールドスリープ状態だったが、 マインドコントロールが済む前に目覚めてしまい、その身をパンドラに狙われることになる。上述の経緯のために警戒心が強いが、同時にいかなる相手にもぶつかっていく気概も持っている。
アッシュ（Ashe）
声 - 小清水亜美
本作の女性主人公。15歳。連合政府レギオンズからの依頼で、ライブメタル・モデルAを盗んだ違法ハンターを追う凄腕ハンター。気さくな性格で、行動力が高い。イレギュラー襲撃で自分1人だけ生き残った過去を持つが、本人はそのことをまったく覚えていない。グレイと異なり人間だが、トランスオンによって彼女もフォルスロイドに変身する。

#### 前作の主人公
ヴァン（Vent）
声 - 野島健児
前作の男性主人公。モデルXの適合者で、ガーディアンの研究所から盗まれた4つのライブメタルを追っている。亡き先輩のジルウェへのリスペクトなのか、髪をかなり伸ばしている。アッシュ編に登場する。
エール（Aile）
声 - 小林沙苗
前作の女性主人公。モデルXの適合者で、ガーディアンの研究所から盗まれた4つのライブメタルを追っている。ヴァンと同じく、髪が伸びたみたいだが後ろでまとめているらしく後ろで尻尾のように短い髪が出ていること以外は前回と同じ髪型である。グレイ編に登場する。

### サブキャラクター

#### DAN
プロメテ（Promethe）
声 - 岸尾大輔
コードネーム「DAN-001」。パンドラと同じく「ロックマンのひとり」でモデルVの代弁者らしい。荒々しい言動が特徴。ハンターたちには「死神」と呼ばれ、恐れられている。前作は謎の多い存在だったが今回はその正体も判明する。
パンドラ（Pandora）
声 - 伊藤静
コードネーム「DAN-002」。自分のことを「ロックマンのひとり」と呼び、ロックマン同士の戦いを扇動する。プロメテと同じくモデルVの代弁者らしい。ハンターたちからは「魔女」と呼ばれ、恐れられている。寡黙で、プロメテとは対照的な性格。グレイに「処分」「マインドコントロール」と言うなど、率直的な話し方をする。プロメテと同様に今作で謎の多かった正体が判明している。

#### 三賢人
世界を治める連合政府「レギオンズ」を統括する三人。皆、元々は人間であったが機械の体を持ち数百年間に渡って生き続けている。
マスター・トーマス（Master Thomas）
声 - 柴田秀勝
三賢人のリーダー。真面目かつ厳格で、自分にも他人にも厳しい。大きな剣の形状をした杖を持つ。初代ロックマンシリーズのトーマス・ライト博士と同じ名を持つ。
マニアモードの追加EDでは、マスター・トーマスの造反が描かれている。
マスター・アルバート（Master Albert）
声 - 安原義人
科学技術の扱いに秀で、優しい物腰で理知的な人物。常に本を抱えている。初代ロックマンシリーズのアルバート・W・ワイリー博士と同じ名を持つ。その正体はモデルVの支配者であり、本作において言及される「あの男」である。
実はマスター・アルバートがモデルVを作り、ロックマン同士の争いを画策していた。モデルAは念には念と作っておいたアルバートの計画のバックアップシステム（モデルAとは「モデル・アルバート」の略称）。グレイの正体は「DAN/Doctor Albert Number－000」。オリジナルのアルバートが倒されたときのためのスペアボディであり、アッシュはアルバートが三賢人になる前に残した血族の子孫。ちなみに三賢人としての青髪のアルバートは影武者のダミーである。終盤に「究極のロックマン」となってグレイ（アッシュ）の前に立ちふさがる。
マスター・ミハイル（Master Mikhail）
声 - チョー
歴史や地理の情報管理を担当している。イヤミっぽい喋り方と猫背が特徴。短剣のような杖を所有。初代ロックマンシリーズのミハイル・セルゲイビッチ・コサック博士と同じ名を持つ。

#### 4人のロックマン
ロックマン＝ライブメタルの適合者。それぞれの思惑や信念を持っているが、全員が歪んだ思想の持ち主であり、グレイたちの前に立ちはだかる。4人揃って裏で手引きされているようだが、手引きしている人物の正体・目的は隠されている。ヘリオスとアトラスの志向が逆である辺り、一枚岩ではなく、ロックマン・モデルAの排除のために停戦協定を結んでいるだけだと思われる。
ヘリオス（Helios）
声 - 泰勇気
ロックマンの一人で、モデルHの適合者。「風のロックマン」を自称する。「愚かなる選択」、「完全なる勝利」など修飾された名詞を文頭に持ってくる話し方をする。極度なまでの潔癖症で、グレイ（又はアッシュ）や、性格にムラがある他のロックマンたち（何故かテティスは例外）を見下している。「争いが絶えないのは愚か者がいるから」との思考の元、自分が「愚か者」と見なす人間たちを皆殺しにするためモデルVの覚醒を目論む。
名前のヘリオスは『ギリシャ神話』に登場する太陽神が由来。
海外版での名前は「アイオロス（Aeolus）」に変更されており、名前のアイオロスは『ギリシャ神話』に登場する風の神が由来。
アトラス（Atlas）
声 - 生天目仁美
ロックマンの一人で、モデルFの適合者。「炎のロックマン」を自称する。元軍人ゆえか風貌が厳めしい女性。「進化は戦いの中でこそ起こる」との持論に従い、永遠に戦いが続く世界を創るためモデルVの覚醒を狙う。彼女の祖国はイレギュラーにより壊滅した。
作中では違法ハンター基地のある油田を襲撃していたが、この油田一帯はかつてロックマンⅩに登場したランチャー・オクトパルドが占拠していた大海原であった。
名前のアトラスは『ギリシャ神話』に登場する巨人が由来。
テティス（Thetis）
声 - 菅沼久義
ロックマンの一人で、モデルLの適合者。「氷のロックマン」を自称する。優しい雰囲気を漂わせる風貌で、現に他の三人に比べれば比較的温和な性格なのだが、その心の内はシニカルな部分も存在する。モデルVを覚醒させようとするのは、各国の工業発展で自分が大好きな海と環境をこれ以上汚させまいと人々を戒めるため。
名前のテティスは『ギリシャ神話』に登場する海の精霊が由来。
シャルナク（Siarnaq）
声 - 羽多野渉
ロックマンの一人で、モデルPの適合者。「闇のロックマン」を自称する。暗殺の請負人だったが、仲間に裏切られて死にかけた過去の出来事以降は機械的な口調のみで話し、他人との心的コミュニケーションを行わないようになった。完全に感情を失っているわけではなく、主人公がやられたときは狂的な笑い声を上げる。モデルV覚醒の目的は不明。
名前のシャルナクは「コードネーム」らしく、『イヌイット神話』に登場する神が由来。

### ボスキャラクター

#### フォルスロイド
前作と同じく、自己修復機能を持ち何度でも復活するが、本作では再戦の条件が違う。各自の頭文字が、キャンプのある人物たちの物と一致しており、再戦条件の一つとなっている。
また、前作同様に弱点があるがコンディションボーナスのようなものは無いので当ててもデメリットはない。その代わり前作よりは当てにくい、もしくは弱点がないボスがいる。各自、ある条件下で撃破すると金、銀、銅のメダルが入手でき、隠し要素を出すために必要となる（メダルは条件を満たしていれば複数同時入手可）。
ディアバーン・ザ・ガゼロイド（Deerburn The Gazeroid）
声 - 乃村健次
炎属性。最初に立ちはだかる、モデルV搭載の高出力、軽装甲強攻型フォルスロイド。弱点は鬣。性格は直情的で「掟」を重んじており、それを破る者は仲間であっても許さない。カタコトな言葉で喋る。デザインモデルはガゼル。
ローズパーク・ザ・フラワロイド（Rosepark The Floweroid）
声 - 安井邦彦
雷属性。ツル状のマニピュレーターにより柱上のものさえあれば本体を固定できる。地上では球根のような形態に変型するが、本来の形態ではないため戦闘能力は激減する。電子回路が不安定なせいで男性に異常な興奮を示すが、彼は男性である。そのため、本作ボスの中でも特に主人公に対しての（台詞などの）対応が異なっている。デザインモデルはバラ。極地軽量型だが、球根状態の動きは鈍重である。ただしツタやロープ上では機敏な動きを見せる。
クロノフォス・ザ・トリデンロイド（Chronophos The Tridenroid）
声 - 小原雅一
氷属性。特殊な信号で相手の知覚センサーに影響し、時の流れを遅くなったように錯覚させることができる。信号装置や防護アーマーにより大型化、そのせいで水中専用になってしまい地上では身動きひとつ取れない（能力は使える）。言動は時の流れを遅くなったように錯覚させられたことに気付かれない様にするため乱暴で挑発的。デザインモデルはカブトガニ。
コンドロック・ザ・バルチャロイド（Condorock The Vulturoid）
声 - 谷山紀章
無属性。ロッカーのような気取り方をするナルシスト。ギター型のコントローラ－を使い、破壊音波を発してターゲットを破壊、もしくはロックなビートを奏でることで機能停止した機械の人工筋肉を活性化し、操る事ができる。自我の強い性格をしているのも自分や他人の音波に干渉されないようにするため。デザインモデルはハゲタカ。
カイゼミーネ・ザ・ワスプロイド（Kaisemine The Wasproid）
声 - 安達まり
炎属性。セレブのような口調が特徴。規格が合えば何でも換装できるマウントラッチを搭載、戦闘時には本体腹部に設置されている巨大な武器コンテナから多彩な攻撃を仕掛けてくる。ただし本体の武装は少ない。弱点は、コンテナに隠された本体の腹部。性格は高飛車で高圧的。デザインモデルはジガバチ。
テスラット・ザ・ヘッジロイド（Tesrat The Hedgeroid）
声 - 菊池こころ
雷属性。発電用高性能コイルを搭載したフォルスロイド。ありあまる電力を消費するため、とにかくおしゃべり。語尾に「～よっ」とつける。体内で発生する超高圧電流を駆使して攻撃を繰り出す。また、さらに小型に変形し、物凄い回転で突進してくる。デザインモデルはハリネズミ。なお、特徴的なイントネーションは担当声優のアドリブとのこと。
バイフロスト・ザ・クロコロイド（Bifrost The Crocoroid）
声 - 銀河万丈
氷属性。主人公を「王の影」と呼ぶ、巨大なフォルスロイド。弱点は、本体と比べて比較的小さい尻尾。巨大なメカニロイドが大量に保存されているバイオラボに身構え、射程内にある全てのものを凍りつかせ、巨大な顎で噛み砕く。巨大な体のために敵としては強力だが、自分が操作するとなると、他のフォルスロイド以上に快適に動かせる地形が少ない。尚、彼は最後に判明したアドベントの8体目のボスであり（厳密には9体だが）、ゲーム雑誌で彼の技名の一つが募集された。その結果、「アイスファング」と言う技になった。「フォルスロイドのリーダー」「ライブメタルの真相を知る者」という設定がある。デザインモデルはワニ。
アーゴイル・ザ・シーサロイド（Argoyle The Shisaroid） / ウーゴイル・ザ・シーサロイド（Ugoyle The Shisaroid）
声 - 水間真紀 / 中山依里子
無属性。阿吽の呼吸の二体一組のフォルスロイド。口が開いているのがアーゴイル、閉じているのがウーゴイルでそれぞれ両手、両足が弱点。アーゴイルが指揮、ウーゴイルがそのサポートをする。そのためプレイヤーがトランスオンするのもアーゴイルである（ウーゴイルはエネルギー体のような姿で召還できる）。アーゴイルは迅速な指示が下せるように言語回路が非常に発達しており、侍のような口調で話す。対してウーゴイルは、最低限の意思疎通ができる程度の言語設定のみが施されているため口数が少ない。デザインモデルはシーサーであり、狛犬の要素も入れている。

## ライブメタル
自らの意思を持っている謎の物質。変身機能R.O.C.K.システムを起動することによって、グレイやアッシュのような適合者の変身（ロックオン）に使用できる。 ライブメタルを扱うことができる者は、正義のために使うこともできれば、世界を支配することもできる。なお、今作でのモデルH、F、L、Pは何者かによってガーディアンの研究所から盗まれ、ヘリオスたちの手に渡っており、彼らに意識を封じられている。一方、モデルXとモデルZは前作の主人公であるヴァン（エール）が引き続き所持している。
モデルA
声 - 小林ゆう
謎の封印が施されたライブメタル。グレイまたはアッシュが入手・使用する。性格や口調は非常に子供っぽい。追い詰められたグレイ、アッシュに力を貸す。内部にある情報がプロテクトされており、他のライブメタルのロックマンを倒すことを条件に徐々に解除されていく。その過程で作中のキーパーソンとなっている「あの男」の正体、そして彼が企てたロックマン同士の戦いの真の目的が明らかとなる。また、ロックマンXシリーズに登場するアクセルを彷彿とさせるモデル（ロックマンモデルAが2丁銃装備であることやトランスオンによるコピー能力など）だが、彼と直接な関係は無く、「A」という名に重要な意味が隠されていた。
モデルX
声 - 水島大宙
ロックマンXシリーズの主人公・エックスを参考としている青いライブメタル。ヴァン（エール）が所持しており、彼らが適合者である。
モデルZ
声 - 風間勇刀
ロックマンゼロシリーズの主人公・ゼロを参考としている赤いライブメタル。ヴァン（エール）が所持。終盤、ウロボロス内で追撃してきたヘリオスたちから、モデルHたちの封印された意識を覚醒させるためにヴァン（エール）からR.O.C.Kオフして別れるが、その後の消息は不明。EDでモデルXとヴァン（エール）は「探し物が増えた」と話している。
モデルH
ロックマンゼロシリーズに登場するネオ・アルカディア四天王・賢将ハルピュイアを参考としている緑色の風のライブメタル。本作では意識を封じられ、ヘリオスが所持する。
モデルF
ロックマンゼロシリーズに登場するネオ・アルカディア四天王・闘将ファーブニルを参考としている赤い炎のライブメタル。本作では意識を封じられ、アトラスが所持する。
モデルL
ロックマンゼロシリーズに登場するネオ・アルカディア四天王・妖将レヴィアタンを参考としている青い氷のライブメタル。本作では意識を封じられ、テティスが所持する。
モデルP
ロックマンゼロシリーズに登場するネオ・アルカディア四天王・隠将ファントムを参考としている紫色の影のライブメタル。本作では意識を封じられ、シャルナクが所持する。
モデルV
巨大衛星ラグナロクの破片。前作でセルパンが回収した物はほんの一部に過ぎず、各地で眠っていた。人々の恐怖や絶望で覚醒・合体し、終盤で「あの男」の最高傑作といえる真の姿を現す。
モデルa
その姿やスライディングの存在がファミリーコンピュータ時代の本家ロックマンを彷彿とさせる。
モデルH、F、L、Pはロックマンゼロシリーズのネオ・アルカディア四天王が元になっているが、モデルPは元であるファントムとはかなりかけ離れたデザインになっており、不気味さが強調されている。

## システム

### ロックオン
Re（グレイ）、Hu（アッシュ）
ロックオンしていない状態。前作では一部の人物はこの姿でなければ会話が通じなかったが、本作ではそれがない。また身体能力は前作と大差ないが、携帯している小型銃により、最弱ながらも攻撃が可能となっている。
ロックマン・モデルA
同名のライブメタルがグレイ、アッシュに応えることで変身する。主にダッシュジャンプ、壁登り、チャージショット、さらにはホーミングショットが可能になる。また、倒したボスキャラクター(ロックマンも含む)の能力をコピーし、「トランスオン」（変身）することで、その能力を使用できる。
標準機能であるショットについてはグレイがバスターショット(通常弾は3連射)、アッシュが反射レーザーショット(通常弾は2連射)となる。また、ホーミングショットもグレイは標的数だけ弾を撃つのに対し、アッシュは標的の数に関わらず1発のレーザーショットがすべての敵に貫通しながら当たるという仕様の違いがある。またMAX状態のライブメタルゲージを消費して、画面全体攻撃の「ギガクラッシュ」ができる。
ライブメタルゲージは統一されており、各モデルでのチャージや特殊アクション、モデルA自体のホーミングなどは共通のゲージであり、最低限の量が無いと一部行動が制限される（時間経過により自動回復）。
なお、トランスオンをしている場合は人と会話する（ボスキャラクターのイベントも含む）と、強制的にモデルAとなる。

### トランスオン

#### フォルスロイド
ディアバーン・ザ・ガゼロイド
LMG（ライブメタルゲージ）消費技：チャージ攻撃全般
チャージ攻撃で障害物を破壊、新たなルートを開拓する。張り付くことができず、大きなキックしかできないため、壁を昇るには適していない。
一応、左右の壁を利用して昇ることができるほか、壁一枚でも可能ではあるが時間がかかる。
クロノフォス・ザ・トリデンロイド
LMG消費技：タイムボム
地上では身動きできないものの、上部の頑丈な防御力、及びタイムボムによる戦闘補助がある（他の姿にトランスオンしても効果は継続する）。ただしタイムボムの燃費は悪い。
ローズパーク・ザ・フラワロイド
LMG消費技：チャージ攻撃全般
蔦をつかむことができ、球根、花弁形態により攻撃方法が異なる。なお球根形態は鈍重で動きづらい。
カイゼミーネ・ザ・ワスプロイド
LMG消費技：チャージ攻撃、飛行
マウントラッチはゲーム後半の仕掛けを攻略するのに使われる。飛行も可能だが、ゲージを消費するため連続使用は危険である。
コンドロック・ザ・バルチャロイド
LMG消費技：ギターハンマー、ホバー
チャージ攻撃のギターハンマーは、相手を吹き飛ばせるが間合いが狭い。また横一直線にホバー移動が可能。
壁に張付く能力を持ち、ディアバーンを除き唯一壁を登れるフォルスロイドでもある。
アーゴイル・ザ・シーサロイド
LMG消費技：ウーゴイル召喚
ウーゴイルを召喚すると密閉された空間のアイテムを入手可能。またアーゴイル本体の技はボールのみだが、ウーゴイルとの連携で強力な技を繰り出せる。
テスラット・ザ・ヘッジロイド
LMG消費技：チャージ攻撃
その小柄な体型から、狭い通路に入り込める。尚、フォルスロイドにトランスオンして梯子に上れるのは、テスラットとアーゴイルである。
バイフロスト・ザ・クロコロイド
LMG消費技：アイスファング
一部の障害物を唯一破壊できる、その重さで（おもにアイテム入手の）攻略に導くという豪快な利点がある。一方でその巨大さ故、鈍重で攻撃を受けやすい、扉を通れないというデメリットがある。唯一チャージ攻撃が存在しない。

#### 4人のロックマン
4人のロックマンのスクリーン機能は前作と同様である。またいずれもチャージ攻撃によりLMGを消費。
ロックマン・モデルH ヘリオス
アッシュとグレイの性能の違い
- グレイ：チャージ攻撃のプラズマサイクロンが前に2つ飛ぶ。
- アッシュ：チャージ攻撃のプラズマサイクロンが前後に1つずつ飛ぶ。

ロックマン・モデルF アトラス
- グレイ：フルチャージ攻撃で、火球・火の衝撃波を放つ。
- アッシュ：フルチャージ攻撃で、多段ヒットの爆弾を撃つ・置く。

ロックマン・モデルL テティス
- グレイ：チャージ攻撃で敵を追尾するフリージングドラゴンを撃つ。
- アッシュ：チャージ攻撃で氷の塊を出し、それを攻撃すると破片となり前方3方向に放たれる。

ロックマン・モデルP シャルナク
- グレイ：チャージ攻撃で手元に戻ってくる大型の手裏剣を投げる。
- アッシュ：チャージ攻撃で相手の攻撃からの防御にも使える曼荼羅手裏剣を自分に纏わせる。

今作ではタッチスクリーンのマップに映る敵に、地形を無視してクナイ攻撃を行う機能が追加された（少量のLMGを消費）。
ロックマン・モデルZX  エール
グレイがモデルZXにトランスオンした姿。
ZXセイバーの攻撃パターンセイバーを下に突き、攻撃判定ありのエネルギーを覆った岩破片を撒き散らす機能が追加される。
ロックマン・モデルZX  ヴァン
アッシュがモデルZXにトランスオンした姿。
ZXセイバーの攻撃パターン飛び上がり斬り上げ、かつ衝撃波を放つ機能が追加される。
なお前作と異なり、モデルZXもチャージ攻撃にLMGを消費する。
モデルα（アンティーク）
ミニゲームに出てくるモデルaにトランスオンした状態。チャージショットが使えない。壁蹴りはできるが滑り降りることはできない。ただし全モデルの中で最も小柄なので攻撃を避けやすく、スライディングで狭い通路にも入れるという利点がある。

## エリア
ハンターキャンプ
ボス：なし
謎の研究所
ボス：クレイド・ザ・ジャイアント（グレイのみ）、テスラット
グレイ編ではここで彼が目覚めて物語が始まる。施設内後半ではプロメテたち、さらに最深部では「あの男」に関わる秘密が眠っている。
マップ３とマップ４があり　マップ１とマップ2はグレイがプレイヤーの時にしか埋めることができない。
飛行艇
ボス：クレイド･ザ･ジャイアント（アッシュのみ）
アッシュ編のみ存在し、最初のステージとなっている。ちなみにグレイ編序盤の「謎の研究所」、アッシュ編の「飛行艇」では人間形態で攻略する。
輸送列車
ボス：ディアバーン
輸送されたモデルAの力を借り、初めてロックオンする。油田攻略後は目的地がレギオンズ本部になる（ハンターに話しかけることでエリア散策を省略することもできる）。
極寒の流氷
ボス：クロノフォス
氷と水路のエリア。後半ではロック解除のため、あらゆる部屋にあるコンピューターを規定数見つけて破壊する必要がある。
深緑のタワー
ボス：ローズパーク
誤作動したセキュリティにより閉じ込められ、脱出を目指す。植物型メカニロイドが各地でトラップ上に配置されている。中ボスを倒した階層によりルートが変更される。
油田
ボス：アトラス
「極寒の流氷」、「深緑のタワー」の先にあり、双方攻略して初めて入れる。砂漠であるがかつては大海原だったらしい（ハンターキャンプの人物の台詞より）。
レギオンズ本部
ボス：シャルナク
高層ビルの内部や、外壁を進む。なおボスキャラクターのシャルナクは、ステージ半ばに配置されている。このエリアで遂に「あの男」の正体が明らかとなる。
コントロールセンター
ボス：カイゼミーネ
施設のコンピューターが熱暴走し、温度が上昇している。後述の通り前作の「セルパンカンパニー本社」を模しており上の階層を目指すが、地形が入り組んでおり容易に上れない。
ハイウェイ
ボス：テティス
混乱の中、住人が避難している地帯。ここでは2体の中ボスと戦うが、どれも一度倒すと復活しない。
浮遊遺跡
ボス：ヘリオス
モデルVの重力異常の力により、複数の浮島となったエリア。足場が悪く、ジャンプを不可能にさせるメカニロイドが存在するため、難易度が高い。
スクラップ置き場
ボス：コンドロック
前半は迷路となっており、正しいルートを選択しなければ同じ場所に戻される。後半はレバーでブロックを動かし、シャルナクの能力でシャッターをあけるなど、知力を問われるステージである。
採石場
近接エリア：ハンターキャンプ
ボス：エール（グレイ編）、ヴァン（アッシュ編）
上記の「コントロールセンター」～「スクラップ置き場」を攻略すると移動可能となる（4体のボスのトランスオンの能力で入れる）エリア。中盤でエール（ヴァン）と対峙し、互いの誤解から戦闘になる。モデルVの力で再活動した「スパイダリル・ネオ」と最深部で戦う。
滝の遺跡
ボス：アーゴイル&ウーゴイル
序盤にボスと戦闘する異質なステージ。後半は左右にルートが分かれ、どちらも危険な地形の水路となっている。このエリアではグレイ（アッシュ）の過去に関わるデータが存在するらしい。
バイオラボ
ボス：バイフロスト
グレイ（アッシュ）が異臭と称するほどの工業排水が流れるエリア。基本的に下水道のような場所。
海底火山
ボス：プロメテ&パンドラ
「滝の遺跡」、「謎の研究所」で入手したキーで、「バイオラボ」の特定のトランスサーバーから転送可能となるエリア。「あの男」が回収したモデルVたちが眠っている。一度クリアすると、序盤のエリア同様、2度と訪れることはできない。
ウロボロス
ボス：マスター・アルバート
最終ステージ。モデルVが集合した「あの男」の最高傑作。一部は教会・花畑のような場所だが、殆どが生物の内部のような不気味な背景であり、即死トラップも多い。

## システムの変化
前作「ZX」から一部のシステムが改良・変更されている。
- 主人公の能力差が攻撃パターンの違いなど、前作よりハッキリした物になっている(前作は身体能力の微妙な差だけであり、気づきにくいレベルの違いだった)。よって、難易度に若干の差が出るようになり、どちらを選ぶか迷わせるものになった。
- ミッションの遂行方式が変更。トランスサーバーでミッションを開始するのではなく、指定ポイントに赴けば自動的に開始される（終了時にトランスサーバーで報告するのは同じ）。
- クエスト遂行も同様に変更。クエストの依頼主から依頼を受けた時点でクエスト開始。報告はトランスサーバーではなく、依頼主に直接行う形式となる。
  - ちなみに、前作と違って「完全に遂行可能」にならなくてもクエストは発生する（例えば、ヘリオスの能力が必要なクエストが、ヘリオスと戦う前に出現することもある）。
- フォルスロイドの登場パターンが変化。前作のような前半4ステージ後半4ステージ方式ではなく、ある程度戦う順番が決まっている。また、フォルスロイド8体だけではなく、四天王モデルを所持する4人のロックマンもステージ構成に追加されているため、事実上基本ステージが12ステージあるような形となる。
- 『ロックマンゼロ』同様、「ステージ最初でボス戦」というパターンがある。
- トランスサーバーでの転送方法が変化。一方通行で到着地専用ではあるがサーバーが随所に作られており、エリア間の移動が容易に（逆にトランスサーバーは送信専用で到着はできない）。
- 地図が「ラフマップ」という形になり、常にタッチスクリーンに表示される（タッチスクリーンを使用するトランスオン状態を除く）。行ったことのないエリアも大まかなマップがあり、タッチスクリーンをドラッグすることで表示範囲の変更も可能。またミッションの目的地が強調表示されているので前作よりはエリア探索が楽になっている。
- タッチスクリーンが広い場面で使用できるようになっている。
- トランスオンにより、キャラクターごとに操作が大幅に異なるためサブ画面に操作説明が追加。
- ライブメタルのエネルギーが微量ではあるが、時間と共に回復する仕様に変更。ただし、すべての機能が「モデルAのトランスオンにより実現」という形式であるため、ライブメタルエネルギーはどの形態でも共有されている。
- 3段階難易度の表記が、「ビギナー（旧イージー）」、「エキスパート（旧ノーマル）」、「マニア（旧ハード）」と変わった。
- これまではセイバーなどの切断系の攻撃にのみ専用の撃破グラフィックが存在していたが、加えてチャージバスターで敵を倒した際も敵が打ち抜かれた形の撃破グラフィックが表示されるようになった。

## ミニゲーム
前作はエリアCのゲームセンターでミニゲームがプレイ可能であったが、本作はスタート画面のオプションから行う（つまり各セーブデータの個別ではなく、記録は統一されている）。
エナジーコンバーター
前作同様の落ちものパズルだが、通信対戦専用のため、単独では遊べない。
クイズアドベント
フォルスロイドやロックマンが画面に現れ、その答えをタッチスクリーンのトランス画面で答える。全問正解までの時間が記録され、間違えるとペナルティとして大幅に時間が加算される。クイズは次の3段階。
- 狭い空間を一瞬で通過するキャラクターを当てる。間違えると見える範囲が拡張する。
- 一瞬で光るシルエットのキャラを当てる。中盤にしてはやや難易度が低い。
- 拡大映像から縮小していき、誰が映っているのかを当てる。体色以外を焦点に当てている場合が多いので、ミスをしやすい（カイゼミーネの黄色い部分、コンドロックの赤い部分など）。

ロックマンアンティーク
本編の隠し要素でもあるモデルαで遊ぶ。ステージは3部構成であり、全てファミリーコンピュータ版の初代ロックマンのようなディフォルメになっている。ボスとして登場するマスター・アルバートとは計3回戦うが最終面に登場するアルバートはカプセル型の装置に乗っており、攻撃パターンも『ロックマン7』のワイリーカプセルを意識したものになっている。
サバイバルモード
本編のボスたちと連戦で戦い、全て撃破するまでのタイムアタック。回復アイテムはサブタンク2個のみ。なおボスのレベルはエキスパートモード。
シングルマッチ
任意のボスを一対一で戦う。サバイバル同様サブタンク2個を装備。ただし強さはマニアモードである。

## 人間とレプリロイド
前作では、「人間とレプリロイドは手を取り合い…」「人間とレプリロイドをまとめてヒトビトと呼ぶ」という設定があったが、人間とレプリロイドが共存するために具体的に何をしたのかはあまり大々的には触れられていなかった（取扱説明書や攻略本で触れられていただけ）。本作で人間とレプリロイドの距離を縮めたその手法が完全に明らかとなっている。それは、「人間には機械の体を与え、レプリロイドは人間と同じ価値ある寿命を与えられること」を法制化することで両者の距離を縮めるというものである。
今のところこの設定に合致しない（その法律が適用されていない）キャラクターは本作で登場した三賢人と、前作のプレリーがいる。

## ZXA TUNES
作中で使用されていたBGMのアレンジや、ゼクスアドベントイメージソングの『GO FOR IT!』（歌：あきやまかおる）、挿入歌の『未来へ続く風』（歌：糸賀徹）を収録。
| #   | タイトル                  | 作詞 | 作曲・編曲 |
| --- | ------------------------- | ---- | ---------- |
| 1.  | 「Go For It !」           |      |            |
| 2.  | 「Through the Lightning」 |      |            |
| 3.  | 「Relief」                |      |            |
| 4.  | 「Target Chaser」         |      |            |
| 5.  | 「Slam Down」             |      |            |
| 6.  | 「Twisted Vine」          |      |            |
| 7.  | 「Flashover」             |      |            |
| 8.  | 「Bullet Drive」          |      |            |
| 9.  | 「Be One」                |      |            |
| 10. | 「In the Wind」           |      |            |
| 11. | 「Overloaded」            |      |            |
| 12. | 「Rush Trash Squash」     |      |            |
| 13. | 「Brimstone」             |      |            |
| 14. | 「Evil Heritage」         |      |            |
| 15. | 「Determined Eyes」       |      |            |
| 16. | 「Oriental Sentinels」    |      |            |
| 17. | 「Organic Line」          |      |            |
| 18. | 「Path to the Truth」     |      |            |
| 19. | 「Trap Phantasm」         |      |            |

| #   | タイトル                             | 作詞 | 作曲・編曲 |
| --- | ------------------------------------ | ---- | ---------- |
| 1.  | 「Dive into Depth」                  |      |            |
| 2.  | 「Destiny」                          |      |            |
| 3.  | 「Drifting Floe」                    |      |            |
| 4.  | 「Dance Macabre - Second Act -」     |      |            |
| 5.  | 「尋求未来」                         |      |            |
| 6.  | 「Whisper of Relics」                |      |            |
| 7.  | 「Uroboros」                         |      |            |
| 8.  | 「United Forces」                    |      |            |
| 9.  | 「The Chosen One」                   |      |            |
| 10. | 「Soul Ablaze」                      |      |            |
| 11. | 「Divine Hammer」                    |      |            |
| 12. | 「Den of Hunters」                   |      |            |
| 13. | 「未来へ続く風」                     |      |            |
| 14. | 「Rockman a ( antique ) Remix」      |      |            |
| 15. | 「Go For It ! - Karaoke Version -」  |      |            |
| 16. | 「Be One - Karaoke Version -」       |      |            |
| 17. | 「尋求未来 - Karaoke Version -」     |      |            |
| 18. | 「未来へ続く風 - Karaoke Version -」 |      |            |